# 全琫準

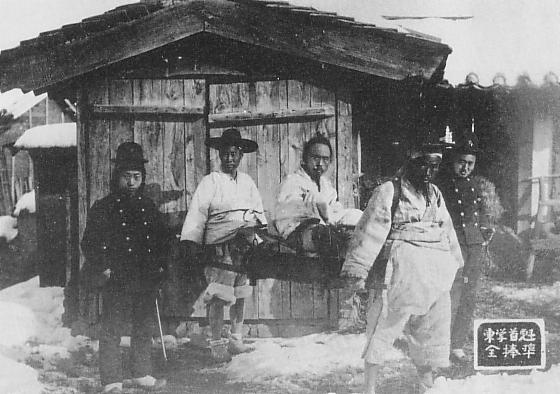
輿に乗る全琫準

全 琫準（チョン・ポンジュン、전봉준、ぜん ほうじゅん、1854年 - 1895年4月23日（旧暦3月29日））は、朝鮮国（李朝）後期の人物。東学の主要人物の一人で、甲午農民戦争の契機をつくった。通称は「緑豆将軍」。全羅道出身。字は明淑。

## 生涯
1854年、全羅北道古阜郡泰仁で生まれた。本貫は天安全氏。父の全彰爀は郡守（役人）の横領を非難して殺されたともいう。当時、朝鮮では西洋から入るキリスト教（西学と呼ばれた。）に対抗して生まれた東学と呼ばれる宗教が民衆に広まりつつあった。全琫準は私塾の教師をしていたが、「接主」と呼ばれる東学教徒の地方幹部であった彼は、重税や暴政を行う役人に対する憤りから、1894年2月に農民を統率して古阜郡庁を襲撃した。この民乱を契機として甲午農民戦争が勃発した。全羅道各地で農民軍が決起し、5月孫和中・金開南と提携し、輔国安民・除暴救民・逐滅洋倭・滅尽権貴などの綱領を発表し、各地で官軍と戦った。5月31日には全州城を占領した。その後まもなく朝鮮の要請を受けた清朝だけでなく日本までが出兵した。朝鮮の魚大蔵大臣によれば「朝鮮ノ人ハ、ソラ大変ガ起タ、此東学党ハ一時起ッタガ早ヤ治ッタ、何トモナイ、ト言イ触ラシテ支那兵モ早ク返エサナケレバナラヌ。日本兵モ返エサナケレバナラヌ」としたことにより、逆に状況を悪化させてしまったという。これに対し、招討使の洪啓薫は全琫準は幣政改革条目を受け取り農民軍を解散させたという全州和約を結ぶが、それによって改革させた形跡はなく、全琫準は騙されたと証言している。別の書籍では、危機感を抱いた農民軍・朝鮮政府両者は6月に一旦は全州和約を結んで講和し、全琫準は淳昌に本拠を置き、全琫準らの改革要求は全面的に受け入れられ、農民軍はいったん解散したものの全羅道各地に改革実行のために執綱所という農民の自治機関が設置され、農民らの自治が一時実現した、としている。
しかし、親日的な開化派政権が成立すると、南接軍を率いて、同じく北接軍を率いた孫秉煕とともに再度蜂起し、抵抗を続けた。再蜂起の理由については、侵略を強める日本との対決を避けることは不可能と考えたとみられるが、逮捕後の取調べでは、日本が朝鮮王宮を襲撃し国王を捕えて日本国の目的・利益に沿った国策を強要したことを挙げている。それまで対立関係にあった北接との協働に手間取り、11月に公州に総攻撃を行うが敗れて退却。12月の第二次攻撃では牛金峙にまで進むが、ここで日本・朝鮮新政権の連合軍相手に農民軍は多数の死傷者を出して論山へ敗退、さらに論山でも農民軍は破れ、全羅道に敗走、本拠地の院坪、泰仁で反撃に出たが、これも失敗に終わる。農民軍を解散した全琫準は、少数の部下と南下し再起を図ったが、最終的には同志の密告により日本軍に捕らえられた。漢城（ソウル）で1895年に他の捕えられた同志とともに処刑される。井上馨（いのうえかおる）日本公使は全琫準の人格に共感し、李氏朝鮮政府に処刑しないように要請していたが（東学党ノ巨魁全琫準、孫化中、雀慶宜等ノ処分方ニ関シテハ死一等ヲ減シテ処分スベキ旨勤告シタルドモ終ニ掛リ官ノ聞ク所トナラザリシハ遺惑ノ至リ）、李氏朝鮮政府は井上馨（いのうえかおる）が帰国している間に、処刑を執行した。
全琫準は成人しても身長152センチと小柄で「緑豆」というあだ名で、「緑豆将軍」と親しまれた。彼が処刑されて間もなく、彼を密かに偲んで「パランセ」（青い鳥）という歌が全羅道で流行ったという。もともとは1880年頃から流行り始めた梨畑の鳥を追う歌で、これに全琫準のあだ名の詩が付けられたとも説明される。

## 登場作品
テレビドラマ
- 明成皇后 （2001年、KBS）
- 緑豆の花（2019年、SBS）演：チェ・ムソン